# Episodi di Hanno ucciso l'Uomo Ragno - La leggendaria storia degli 883
La prima stagione della serie televisiva Hanno ucciso l'Uomo Ragno - La leggendaria storia degli 883 è stata trasmessa dall'11 ottobre al 1º novembre 2024 sul canale streaming on demand Sky Serie. 
| nº | Titolo     | Prima TV         |
| -- | ---------- | ---------------- |
| 1  | Episodio 1 | 11 ottobre 2024  |
| 2  | Episodio 2 | 11 ottobre 2024  |
| 3  | Episodio 3 | 18 ottobre 2024  |
| 4  | Episodio 4 | 18 ottobre 2024  |
| 5  | Episodio 5 | 25 ottobre 2024  |
| 6  | Episodio 6 | 25 ottobre 2024  |
| 7  | Episodio 7 | 1º novembre 2024 |
| 8  | Episodio 8 | 1º novembre 2024 |

## Episodio 1
- Diretto da: Sydney Sibilia
- Scritto da: Francesco Agostini, Chiara Laudani, Giorgio Nerone e Sydney Sibilia (soggetto); Francesco Agostini, Chiara Laudani e Sydney Sibilia (sceneggiatura)

Trama
Ulma (Baden-Württemberg), estate 1895. Un giovane ragazzo tedesco è stato bocciato a scuola e, per punizione, il severo padre lo spedisce a Pavia a lavorare nella sua fabbrica.
Pavia, anni ottanta. Il giovane Max Pezzali è stato bocciato al Liceo Copernico perché nell'ultimo anno alcune circostanze imponderabili lo hanno portato all'incontro folgorante con la musica punk rock. Per punizione i genitori Sergio e Alba lo costringono a lavorare d'estate nel negozio di fiori di famiglia, tra consegne a domicilio e cerimonie funebri, mentre l'amico storico Cisco lo pianta in asso per andarsi a divertire a Lignano Sabbiadoro. A un funerale Max conosce Silvia, un'affascinante ragazza di origini greche che lo invita a uscire, anche se devono presto separarsi perché lei è in partenza per le vacanze a Palinuro. Per fare colpo, Max si finge musicista e promette di scriverle una canzone, anche se non ha la minima idea di come riuscire a suonare la chitarra elettrica presa in prestito dal fratello di Cisco. Stanco di sentire il figlio strimpellare a ogni ora del giorno e della notte, il padre svuota la taverna in cui Max si potrà liberamente dedicare alla musica.
Max non riesce a fare progressi con la canzone, ma l'ispirazione gli arriva da un'affezionata cliente delle consegne di fiori, la giovane avvocatessa Maria De Filippi che lavora presso l'ufficio legale di una società di videocassette e a un recente convegno a Venezia ha conosciuto l'affermato giornalista Maurizio Costanzo, mittente dei numerosi omaggi floreali. Maria regala a Max la videocassetta degli N.W.A, un'emergente band americana i cui componenti non suonano nessuno strumento, ma compongono musica usando solo il Campionatore elettronico. Anche Max si procura tale dispositivo e inizia a dedicarsi con costanza alla musica, così riesce finalmente a realizzare una canzone per Silvia. Tuttavia, nel frattempo i suoi genitori hanno deciso di fargli cambiare scuola, convinti che le ragioni della bocciatura siano legate alle cattive compagnie frequentate al Copernico, mandandolo al più rassicurante Taramelli. Dapprima contrariato, Max cambia idea quando Cisco gli dice che Silvia studia al Taramelli, ma il primo giorno di scuola la ragazza lo rimbalza perché sostiene che è stato soltanto un diversivo in un momento di noia. Max entra nella sua nuova classe e conosce il compagno di banco, Mauro Repetto, un incontro destinato a cambiare le vite di entrambi.
Ulma (Baden-Württemberg), estate 1895. Di ritorno da Pavia, dove era stato spedito perché bocciato a scuola, un giovane ragazzo tedesco comunica al severo padre di aver fatto una scoperta che rivoluzionerà la scienza così come è stata conosciuta finora. Lo scettico genitore non condivide lo stesso entusiasmo, rimbrottando al figlio di essere un buono a nulla che disonora la famiglia e non combinerà mai nulla di buono nella vita. Quel ragazzo era Albert Einstein.
- Note: La serie colloca gli eventi dell'estate in cui Max Pezzali è stato bocciato nel 1989, anche se nella realtà il futuro leader degli 883, nato nel 1967, avrebbe avuto ventidue anni. Inoltre, nella vita reale il giovane Pezzali è stato bocciato al Liceo Taramelli nel 1984 e successivamente si è spostato al Copernico, mentre la serie inverte i due licei.[1]

- Altri interpreti: Francesco Cauzzi (Alessandro), Mauro Negri (oculista), Robin Mugnaini (Hermann Einstein), Carolina D'Alatri (Maria De Filippi), Alexia Cozzi (Marisa), Rebecca Redaelli (Marica), Roberta Sferzi (professoressa Coppone), Riccardo Armiento (Nemorino), Elena Antonia Riccardi (madre di Silvia), Lorenzo McGovern Zaini (Albert Einstein), Giulia Lotta (Cinzia), Giovanni Varini (compagno di classe).

## Episodio 2
- Diretto da: Sydney Sibilia
- Scritto da: Francesco Agostini, Chiara Laudani, Giorgio Nerone e Sydney Sibilia (soggetto e sceneggiatura)

Trama
Mauro è sempre stato un ragazzo incompleto, al quale manca il guizzo decisivo per spiccare sugli altri, e di questo incolpa gli apprensivi genitori, in particolare la madre che gli impedisce di avere il motorino come tutti i coetanei, privandolo dell'autonomia di poter andare da un posto all'altro. Appassionato di musica, Mauro ha voluto acquistare a tutti i costi la strumentazione da dj, mettendo insieme i risparmi e lavorando tutta l'estate come animatore a Villasimius. Quando conosce Max, Mauro sente una certa sintonia con quel ragazzo timido infatuato del punk rock e lo trascina in un'avventura pazzesca. Infatti, Mauro ha saputo che in città è arrivato il famoso dj americano Gozzard e vuole assolutamente consegnargli il suo mixtape, così chiede un passaggio in motorino a Max per andare a conoscerlo. Mauro riesce persino a fare colpo sulla madre di Max, contenta che il figlio frequenti un ragazzo migliore rispetto agli scavezzacollo del Copernico.
Gozzard alloggia presso il Grand Hotel di Pavia e Mauro ha occasione di incontrarlo nella hall dell'albergo, ma il dj è disposto ad ascoltare il suo mixtape soltanto se gli procurerà della cocaina. Mauro e Max si industriano tutto il giorno su come riuscire a procurarsi la droga, fino a quando Max ha un'ispirazione nel sentire suo padre dire che da alcuni fiori di valeriana si possono estrarre sostanze tranquillanti. Max porta Mauro sotto il Ponte Vecchio e gli viene la folle idea di catturare un rospo per consegnarlo a Gozzard. Questi resta interdetto nel vedere i due ragazzi arrivare in camerino con il rospo nella gabbietta, accettando per disperazione di ascoltare il mixtape. Mauro, però, dopo che sotto il ponte aveva convinto Max a fargli ascoltare la cassetta in cui aveva registrato la canzone per Silvia, decide di far ascoltare a Gozzard quest'ultima. Il dj intravede del potenziale nella canzone e in quella strana coppia, spronandoli a coltivare la loro passione. Avendo capito che il "guizzo mancante" è proprio Max, Mauro restituisce l'apparecchiatura da dj e acquista un sequencer con il quale iniziano a comporre la loro musica nella taverna dell'amico.
Qualche anno dopo, alla tappa finale del Festivalbar 1993 a Villa Manin di Codroipo (Provincia di Udine), Mauro e Max, ormai conosciuti come gli 883, salgono sul palco per esibirsi nel singolo Nord, sud, ovest, est, che vincerà la rassegna nella sezione per il miglior CD.
- Altri interpreti: Giorgia Cardaci (Margherita, madre di Mauro), Pablo Sandstrom (Gozzard), Roberta Sferzi (professoressa Coppone), Davide Daluiso e Daniele Coppo (allenatori di Mauro), Marco Maccieri e Angelo Di Figlia (pubblicisti), Ulisse Provolo (buttafuori Mirko), Stefano Scherini (Elio, padre di Mauro), Martina Milchersich (signora al parchetto), Davide Paoletti (Mauro da bambino), Mattia Lonero e Michele Mula (bambini alla recita), Ermes Frattini (proprietario del docking), Luigi Santoro (Favani), Vasco Mirandola (proprietario del negozio Bonelli).

## Episodio 3
- Diretto da: Alice Filippi
- Scritto da: Francesco Agostini, Chiara Laudani, Giorgio Nerone e Sydney Sibilia (soggetto); Francesco Agostini, Giorgio Nerone e Sydney Sibilia (sceneggiatura)

Trama
Max e Mauro sono alle prese con gli esami di maturità, sperando di riuscire a sfangare la sufficienza con il minimo sforzo. All'insaputa di Max, Mauro ha spedito la cassetta del loro singolo Living in the music a Radio Deejay, senza immaginare che sarebbero stati selezionati per il programma di Italia 1 1, 2, 3 Jovanotti. La loro partecipazione è prevista alla vigilia dell'orale, con Max dubbioso e Mauro che spinge per non sprecare un’occasione così importante. Silvia passa a Max un bigliettino durante la prova di matematica, invitando lui e Mauro al suo diciottesimo, anche se non c'è alcuna speranza di tornare insieme visto che è fidanzata con il benestante Alessandro.
Arrivati a Milano con il furgone del negozio Pezzali, in camerino Max e Mauro incontrano Claudio Cecchetto che manifesta interesse verso questi due giovani di Pavia e lascia aperta la porta a future collaborazioni. I due sprovveduti si sono dimenticati la cosa più importante, ovvero il nome del loro gruppo, così Cecchetto decide di chiamarli I Pop. L’esibizione con Jovanotti è un successo, peccato che durante il ritorno a casa il furgone li lasci a piedi. Max riesce ad arrivare a scuola appena in tempo a sostenere l'esame orale, cavandosela perché il presidente di commissione gli chiede Ungaretti che lui e Mauro avevano ripassato nei giorni precedenti. Sia Max che Mauro ottengono 41/60, punteggio al di sopra delle loro aspettative, ma non sufficiente per partecipare ai concorsi pubblici.
Dieci mesi dopo Max lavora come soccorritore in ambulanza. Durante un intervento Max vede Mauro passare a piedi e gli rivolge un cenno di saluto, a cui l'amico risponde timidamente perché i due hanno litigato.
- Altri interpreti: Francesco Cauzzi (Alessandro), Mauro Serio (Gianni), Filippo Giacomelli (Baldo), Leonardo Cappelli (Jovanotti), Mauro Negri (oculista), Camilla Violante Scheller (Alice Rolling Stone), Filippo Giulini e Filippo Fantoni (fighetti), Roberta Sferzi (professoressa Coppone), Gianni Bissaca (professore di lettere), Beppe Rosso (presidente di commissione), Massimiliano Rossi (Piero venditore di vestiti), Michele Maccagno (esaminatore patente), Elena Antonia Riccardi (madre di Silvia), Fabio Farronato (meccanico), Alessandro Stefanelli (Max bambino), Giulia Lotta (Cinzia), Rossana Carretto e Cristiano Piacenti (genitori di Alessandro).

## Episodio 4
- Diretto da: Alice Filippi
- Scritto da: Francesco Agostini (soggetto); Francesco Agostini e Giorgio Nerone (sceneggiatura)

Trama
La ragione del litigio tra Max e Mauro risale a una sera, quando si sono esibiti nel ristorante di un amico del padre di Repetto, dove nessuno era minimamente interessato alla loro musica, benché ormai in zona siano noti come quelli di Italia 1. Mentre Max pensa che continuando così non andranno da nessuna parte, Mauro è persuaso del contrario e rivendica il merito di averli fatti arrivare in televisione. I due ragazzi si lasciano stizziti, pensando comunque si tratti di una divergenza passeggera, ma passerà quasi un anno prima che tornino a parlarsi.
Max sta mantenendo i contatti con Silvia, sempre più insofferente verso le manie di perfezionismo di Alessandro che vorrebbe rinchiuderla in un mondo oppressivo che non la rappresenta. Siccome Silvia sta avendo dei ripensamenti sull'andare all'università, anche Max non è tanto dell'idea, così decide di svolgere un anno di servizio civile in Croce Rossa per evitare la coscrizione militare. Abbandonato da Mauro, Max continua a vedersi con Cisco, assunto a lavorare in fabbrica, e grazie al quale, durante una serata, conosce Laura, una ragazza più grande con cui inizia una relazione che dovrebbe surrogare la mancata storia con Silvia. Quando il servizio civile sta per terminare, a Max viene proposto di essere assunto a tempo indeterminato: Cisco da un lato gli consiglia di considerare seriamente questa possibilità, ma al tempo stesso lo invita a riflettere se si vedrebbe felice in un'ordinaria vita lavorativa e familiare, e Max capisce che effettivamente una vita del genere sarebbe per lui inappagante.
Dopo la lite con Max, Mauro si è ritrovato per la prima volta a non avere un sogno. Ciò lo ha indotto a iscriversi alla facoltà di economia, accorgendosi ben presto che l’università non è il liceo e qui i suoi escamotage verbali non funzionano. Durante l'estate Mauro torna a fare l'animatore a Villasimius, dove i colleghi vorrebbero coinvolgerlo nelle imprese più disparate, senza, però, riuscire a convincere Repetto. Poiché il non avere un sogno lo sta svuotando, Mauro abbandona Villasimius per tornare a Pavia e rappacificarsi con Max. Nel frattempo, la storia di Silvia e Alessandro è entrata definitivamente in crisi e la ragazza si sfoga con Max, dandogli l'ispirazione per quella che diventerà la canzone Non me la menare. Mauro mostra interesse per l'idea di Non me la menare, suggerendo a Max di abbandonare l'inglese e cantare in italiano. Quando viene il momento di spedire la demo a Cecchetto, i due decidono anche di scegliere un nuovo nome per il gruppo. Dovendo scegliere un nome d'effetto, ma corto (sull'etichetta della cassetta è rimasto poco spazio), ricordano che, quando si erano conosciuti, Mauro aveva finto di possedere una Harley-Davidson. A Max viene così l'ispirazione di chiamare il loro duo come la cilindrata base della Harley-Davidson Sportster: 883.
- Altri interpreti: Francesco Cauzzi (Alessandro), Giulia Sangiorgi (Laura), Mauro Serio (Gianni), Filippo Giacomelli (Baldo), Filippo Giulini e Filippo Fantoni (fighetti), Riccardo Armiento (Nemorino), Aurora Scarpolini (Cecilia), Elena Veloci (Antonella), Roberto Pitta (cameriere pizzeria), Luca Santoro (Favani), Rossana Carretto e Cristiano Piacenti (genitori di Alessandro), Andrea Nicolini (professore universitario), Camilla Pistorello (Alessandra segretaria di Cecchetto), Christian Carere (Argentini).

## Episodio 5
- Diretto da: Francesco Ebbasta
- Scritto da: Francesco Agostini, Chiara Laudani, Giorgio Nerone e Sydney Sibilia (soggetto); Francesco Agostini, Chiara Laudani e Sydney Sibilia (sceneggiatura)

Trama
Max e Mauro sono convocati a Radio Deejay lo stesso giorno in cui vengono intervistati i Metallica. Ancora entusiasta per Non me la menare, Cecchetto vorrebbe incidere un album e, nel timore di scontentarlo, Mauro finge di avere pronte diverse altre canzoni. I due ragazzi devono trasferirsi per cinque settimane a Milano nello studio di registrazione. Cisco, che li accompagna verso questa nuova avventura, annuncia a Max che anche lui ha un sogno, rilevare la sala giochi Jolly Blu caduta in disgrazia. Ad accoglierli a Milano trovano Rosario Fiorello con cui condividono lo stesso appartamento di artisti di Radio Deejay. Cecchetto vuole uscire immediatamente con Non me la menare come singolo di lancio dell'album. Mauro sprona Max ad avere un atteggiamento arrabbiato nell'interpretazione del brano, ottenendo un buon risultato.
Ora però il produttore Pier Paolo Peroni si aspetta di lavorare sulle nuove canzoni. Nell'appartamento è presente anche il famoso cantante Sandy Marton, in crisi di ispirazione e prossimo al ritiro, che consiglia a Max e Mauro di scrivere canzoni su argomenti vicini alla loro sensibilità. Venuto a Milano con la strumentazione musicale della taverna, Cisco dà involontariamente ai ragazzi l'idea di realizzare una canzone sulla Jolly Blu, a cui contribuisce anche Fiorello. Di passaggio a Milano, Silvia passa la notte nell'appartamento e Max la porta fuori a cena, constatando di provare le stesse sensazioni avvertite al primo incontro di tre anni prima. Nello stesso momento Radio Deejay lancia Non me la menare, mentre a Pavia Alessandro aspetta inutilmente il ritorno di Silvia da Milano.
Cecchetto non è soddisfatto delle cinque canzoni che dovrebbero formare il primo album, mancando un brano che possa essere il tormentone estivo e non è sicuro che l'anno prossimo gli 883 saranno ancora sulla cresta dell'onda. Max e Mauro prendono atto che il loro album non vedrà la luce.
- Altri interpreti: Francesco Cauzzi (Alessandro), Mauro Serio (Gianni), Filippo Giacomelli (Baldo), Diego Mariano Baiguini (custode parcheggio Radio Deejay), Mattia Stanga (commesso fast food), Roberto Zorzut (paziente in ambulanza), Camilla Pistorello (assistente segretaria di Cecchetto), Livio Remuzzi (Albertino).

## Episodio 6
- Diretto da: Alice Filippi
- Scritto da: Francesco Agostini, Chiara Laudani, Giorgio Nerone e Sydney Sibilia (soggetto); Francesco Agostini e Sydney Sibilia (sceneggiatura)

Trama
Lello, il commesso del negozio Bonelli che aveva venduto il sequencer a Mauro, è disilluso tra un neonato che non lo fa dormire la notte, una compagna con la quale non va molto d'accordo e il datore di lavoro fissato con la fatturazione. Silvia rientra a Pavia, non prima di aver consigliato a Fiorello di accettare la conduzione di Karaoke, e trova Alessandro a dormire in macchina fuori da casa sua: i due hanno una discussione dalla quale il ragazzo capisce che la loro storia è ormai al capolinea. Anche Max e Mauro prendono la via del ritorno, con la coda tra le gambe per un'occasione che sembra sfumata, apprendendo da Cisco che ha mollato il lavoro in fabbrica per rilevare la Jolly Blu e sfruttare il traino della loro canzone. I genitori rimproverano Max di non avere un progetto credibile per il suo futuro, facendolo sentire in colpa per non essere stato pagato da Radio Deejay perché lui e Mauro non avevano pensato di firmare un contratto.
Temendo di essere ricordati come gli sfigati di Pavia che non ce l'hanno fatta, Max e Mauro riprendono a lavorare all'album con il filo conduttore di quanto è noioso vivere in questa città. Mentre nella taverna di casa Pezzali prende vita Con un deca, Cisco è altrettanto determinato a non darsi per vinto con la Jolly Blu e, per la prima volta fa i complimenti a Max e Mauro per la loro musica, incoraggiando anche loro a non arrendersi con l'album. Pier Paolo non è convinto che a Cecchetto piacerà Con un deca, per quanto sia indiscutibilmente la loro canzone migliore, non avendo quasi il tempo di chiudere la demo in tempo per l'estate. Per aiutare i due ragazzi, Pier Paolo viene a Pavia alla ricerca dello stimolo giusto e in un bar Mauro riconosce Lello, raccogliendo la delusione di un trentenne intrappolato in una vita triste. Max ha l'ispirazione per Hanno ucciso l'Uomo Ragno, dove l'Uomo Ragno era il soprannome di Lello ai suoi tempi d'oro.
Max e Mauro consegnano a Cecchetto il nuovo singolo che darà il titolo all'album e simboleggia chi, come Cisco e Lello, non vuole rinunciare ai propri sogni. Max si precipita da Silvia per rivelarle i propri sentimenti.
- Altri interpreti: Francesco Cauzzi (Alessandro), Alexia Cozzi (Marisa), Filippo Giulini e Filippo Fantoni (fighetti), Riccardo Armiento (Nemorino), Elena Antonia Ricciardi (madre di Silvia), Rossana Carretto e Cristiano Piacenti (genitori di Alessandro), Camilla Pistorello (assistente segretaria di Cecchetto), Vasco Mirandola (proprietario negozio Bonelli), Federico Orlando Museo (tecnico studio di registrazione), Manfredi (cliente negozio di elettrodomestici).

## Episodio 7
- Diretto da: Francesco Ebbasta
- Scritto da: Francesco Agostini, Chiara Laudani, Giorgio Nerone e Sydney Sibilia (soggetto); Francesco Agostini e Sydney Sibilia (sceneggiatura)

Trama
Hanno ucciso l'Uomo Ragno è un successo oltre ogni aspettativa e gli 883 diventano il gruppo con l'album più venduto in Italia. Max e Mauro non vedono tuttavia il riconoscimento di tale successo dato che la loro immagine non viene pubblicizzata in alcun modo e l'album viene stampato con una copertina in cui i due non sono riconoscibili. Su pressione di Mauro il duo decide di chiedere a Claudio Cecchetto di iniziare quantomeno a partecipare a concerti; il produttore, dopo avergli fatto finalmente firmare un contratto, trova per loro una partecipazione al Cantagiro, manifestazione canora oramai in declino, affermando che i due sono "troppo poco estivi" per una kermesse più importante come il Festivalbar, commento che lascia Mauro molto deluso. Contemporaneamente Silvia confida a Max di aver lasciato definitivamente Alessandro ma Max non coglie l'occasione e si limita a mantenere con la ragazza un rapporto d'amicizia.
Con la firma del contratto Max e Mauro ricevono il loro primo assegno da 5 milioni di lire a testa. Max vorrebbe investirli in un'auto ma il suo sogno di una Cabriolet rossa si infrange contro i guadagni ancora troppo bassi, visto anche il tempo molto lungo impiegato dalla SIAE per l'attribuzione delle royalties; Max decide comunque di acquistare una grigia automobile usata con la quale si reca a Frosinone insieme a Mauro per il loro primo concerto. L'esibizione tuttavia è un'altra delusione per i due, chiamati a esibirsi nel pomeriggio dopo il più affermato Alessandro Canino, anche perché il fonico Nando si rende conto che Mauro in realtà non ha un ruolo ordinario nell'esibizione, non essendo la voce principale né suonando alcuno strumento, e quindi tiene il suo microfono a volume più basso raccomandandogli di rimanere fermo al fianco di Max. L'episodio lascia Mauro alquanto dubbioso circa il suo ruolo nel gruppo ("se io non canto, cosa faccio?" domanda a Max non appena i due rientrano in albergo).
Max decide di affrontare Cecchetto al telefono e il produttore, messo alle strette dal ragazzo, afferma che pur ritenendo i due musicalmente molto validi, non è altrettanto entusiasta della loro presenza scenica, riferendosi tra le altre cose esplicitamente a Mauro e alla sua scarsa attività sul palco, e arriva a definirli "impresentabili". All'ennesima prospettiva di mediocrità Max decide di reagire: prima dell'esibizione successiva sprona Mauro, confessandogli la telefonata con Cecchetto e invitandolo a dare tutto se stesso sul palco. Gli 883 cantano Non me la menare e Mauro inizia a ballare come un forsennato: è il definitivo inizio del successo degli 883. Da quel momento Max e Mauro vengono invitati a numerose trasmissioni televisive, partecipano a Vota la voce, vincono due Telegatti e vedono il loro nome su tutti i giornali ottenendo la fama tanto desiderata e inseguita.
Alla fine dell'episodio inoltre Max confessa definitivamente a Silvia i suoi veri sentimenti nei suoi confronti e i due si baciano.
- Altri interpreti: Riccardo Armiento (Nemorino), Igor Chierici (Mario Fargetta), Francesco Bottin (assistente Julian), Matteo Caremoli (venditore d'auto), Salvatore D'Onofrio (Nando), Leonardo Della Bianca (Alessandro Canino), Massimiliano Rossi (Piero), Mauro Serio (Gianni), Filippo Giacomelli (Baldo), Camilla Pistorello (assistente segretaria di Cecchetto), Alessandro Mor (fotografo Julian), Tommaso Goracci (Uomo Ragno)
- Note: viene detto che la sezione giovani dell'edizione di Cantagiro del 1992 venne vinta da Alessandro Canino, mentre nella realtà venne vinta da Cliò.

## Episodio 8
- Diretto da: Francesco Ebbasta
- Scritto da: Francesco Agostini, Chiara Laudani, Giorgio Nerone e Sydney Sibilia (soggetto); Francesco Agostini e Sydney Sibilia (sceneggiatura)

Trama
Gli 883 sono adesso una band di successo e Max e Silvia sono diventati una coppia. Mentre Silvia confida a Max di voler partire con lui per un viaggio in Marocco, arriva la telefonata improvvisa di Claudio Cecchetto che annuncia la partecipazione del duo al Deejay Time condotto da Albertino in diretta dall'Aquafan e chiede a Max e Mauro di partire immediatamente per raggiungere Riccione, dove ha organizzato anche un'intervista per Cioè e messo a disposizione dei due una lussuosa villa con piscina per la composizione dei brani del prossimo loro album.
Il rapporto di Max e Mauro con l'improvvisa fama nazionale non è semplice. Max non è entusiasta di andare a Riccione sia per timidezza sia perché crede che la sua lontananza comprometterebbe la relazione con Silvia, che nel frattempo ha visto accettata la sua domanda di un viaggio Erasmus di nove mesi a Dublino, mentre Mauro vede la sua felicità per il successo offuscata dall'essere etichettato semplicemente come il ballerino del gruppo. Le perplessità dei due ragazzi portano inevitabilmente a dei contrasti tra loro mentre viene annunciato che gli 883 saranno gli artisti principali del concerto di chiusura dell'Aquafan.
Silvia raggiunge Max a Riccione e lo incoraggia a inseguire il suo sogno senza farsi condizionare dal rapporto con lei ricordandogli quanta strada ha fatto come artista da quando si era semplicemente spacciato per cantante per fare colpo su Silvia stessa; Max e Mauro tuttavia non sono ancora convinti del tutto e appaiono ancora restii all'idea di esibirsi per l'evento dell'Aquafan. Sarà Pier Paolo Peroni a dare ai ragazzi lo sprone definitivo affermando con decisione quanto sia importante il progetto 883 non solo per i due, ma anche per i tanti loro fan che li aspettano al concerto e per le persone che ora lavorano per loro, tra cui lo stesso Peroni. 
Introdotti dall'amico Fiorello, a sua volta divenuto oramai un affermato conduttore, gli 883 offrono al pubblico uno spettacolo memorabile che li lancia definitivamente tra le stelle assolute della musica italiana, con Silvia in prima fila per applaudire Max e un soddisfatto Claudio Cecchetto dietro le quinte che rivendica il suo intuito nell'aver plasmato delle nuove stelle. Il giorno dopo Max e Silvia si salutano dopo che la ragazza mette al corrente Max della sua partenza per Dublino; il giovane è costretto ad accettare che questo potrebbe rappresentare la fine della relazione.
Tornato a Pavia, Max ritrova la canzone che aveva scritto per Silvia, che si rivela essere un'embrionale versione di Come mai. Convinto di aver trovato il punto di partenza per le nuove composizioni Max ne parla felice a Mauro, il quale a sua volta ammette che si tratta di un'ottima canzone, ma subito dopo obietta "Max, ma questa io come la ballo?", lasciando intendere quindi di non aver completamente dissipato i suoi dubbi sul suo ruolo negli 883.
- Altri interpreti: Michele Bottini (regista), Ambrosia Caldarelli (ragazza di Non è la Rai), Igor Chierici (Mario Fargetta), Marisa Grimaudo (giornalista di Cioè), Laura Magni (proprietaria della villa), Beatrice Modica (Carla da Ladispoli), Giulia Petronio (ragazza di Non è la Rai), Livio Remuzzi (Albertino)
- Note: 
  - Nella serie, Come mai è descritta come la prima canzone in assoluto scritta da Max Pezzali prima ancora del suo debutto come cantante; in realtà, come affermato sia da Pezzali che da Mauro Repetto, la canzone fu scritta dai due col fine di proporla per la partecipazione al Festival di Sanremo 1993 di Massimo Ranieri e poi incisa dagli 883 dopo il rifiuto dello staff del cantante napoletano.[2]
  - Durante la festa in villa si sente la canzone Tanzen di Gigi D'Agostino (versione embroniale della poi più famosa The Riddle). Tale canzone è del 1999, pertanto successiva ai fatti narrati nella serie.